# Valkeiskallionsaari
Valkeiskallionsaari är en ö i Finland. Den ligger i sjön Koivujärvi och i kommunen Heinävesi i den ekonomiska regionen  Nyslotts ekonomiska region  och landskapet Södra Savolax, i den sydöstra delen av landet, 300 km nordost om huvudstaden Helsingfors. Öns area är 1,9 hektar och dess största längd är 250 meter i sydöst-nordvästlig riktning.